# Taeniolethrinops furcicauda
Taeniolethrinops furcicauda è una specie di ciclidi endemica del Lago Malawi, dove viene riscontrata in profondità che vanno dai 5 ai 40 metri, su substrati sabbiosi.  Questa specie può raggiungere una lunghezza di 21 centimetri (lunghezza totale). È nel novero delle specie di pesci facenti parte del commercio di pesci da acquario.